# Abárzuza
Abárzuza (cooficialmente en euskera: Abartzuza) es un municipio español de la Comunidad Foral de Navarra, situado en la merindad de Estella, en la comarca de Estella Oriental y a 37,5 km de la capital de la comunidad, Pamplona. Su población en 2024 era de 518 habitantes (INE).
En las afueras del municipio se encuentran el Monasterio de Iranzu y el barrio de Andéraz. También consta una iglesia cisterciense. Limita al norte con las sierras de Urbasa-Andía, y al sur con el Valle de Yerri.

## Toponimia
Sobre el nombre del pueblo, este proviene del euskera y vendría a significar ‘lugar abundante en leña’; de abar (rama en euskera), zur (madera) o tzu (sufijo abundancial) y -tza (sufijo abundancial o locativo).
Según el INE, en el censo de 1842 el municipio se denominó Abarzuza y Anderaz, siendo Anderaz el nombre de un barrio de Abárzuza. En 2011 el municipio, que está situado lingüísticamente en la Zona Mixta de Navarra, adoptó una denominación cooficial en lengua vasca.
Los habitantes de Abárzuza suelen recibir el nombre de «dobleros». 

## Demografía
Abárzuza cuenta con una población de 518 habitantes (INE 2024).
| Gráfica de evolución demográfica de Abárzuza entre 1842 y 2021 |
| |
| Población de derecho según los censos de población del INE Población de hecho según los censos de población del INEEn este censo se denominaba Abarzuza y Anderaz: 1842 En estos censos se denominaba Abárzuza: 1857, 1860, 1877, 1887, 1897, 1900, 1910, 1920, 1930, 1940, 1950, 1960, 1970, 1981, 1991 y 2001 |

#### Distribución de la población
El municipio se divide en las siguientes entidades de población, según el nomenclátor de población publicado por el INE (Instituto Nacional de Estadística). Los datos de población se refieren a 2014
| Entidad de población | Población (2014) |
| -------------------- | ---------------- |
| Abárzuza             | 535              |
| Andéraz              | 11               |
| Iranzu               | 10               |

## Historia
Históricamente, el lugar se ha relacionado con García Jiménez de Pamplona y los orígenes legendarios del reino de Navarra, e incluso se ha remontado su fundación al siglo II d. C.
Ya en el siglo XI pertenecía al señorío temporal de la catedral de Pamplona. Sancho VII de Navarra concedió a esta iglesia incluso el “sello” o jurisdicción sobre la villa (1189), la cual ya había sido adscrita por el obispo Pedro de París al naciente Monasterio de Santa María la Real de Iranzu (1193), donación corroborada luego por el prelado pamplonés García Fernández (1201). Los collazos del lugar debían abonar a la abadía una pecha anual de 400 sueldos. En el siglo XV fue escenario de episodios bélicos, en 1453 y 1461, en el curso de las guerras civiles de la época, y en 1451 fue prisión de Luis de Beaumont, conde de Lerín.
En la Edad Moderna, Abárzuza se vio nuevamente implicado en las guerras que se desarrollaban en la península ibérica, como por ejemplo la guerra de sucesión española (1701-1715), en la que Navarra tomó partido por uno de los aspirantes al trono hispano, Felipe V de España. Fueron numerosos los reclutamientos necesarios para desarrollar la guerra, que se repartían entre los habitantes varones del valle y su armamento declarado, y en el del 30 de junio de 1706, la localidad de Abárzuza se vio obligada a proporcionar 90 hombres y 17 mosquetes grandes.
Otro momento conflictivo de la historia se vivió ya en el siglo XIX, durante el Trienio Liberal, con continuos enfrentamientos entre el gobierno liberal y la oposición absolutista. El 20 de julio de 1821, por orden de las cortes, el valle de Yerri se dispuso a alistar a todos los mozos de entre 18 y 36 años, de los 22 pueblos y 4 caseríos que lo componían. En el averiguamiento consiguiente a Abárzuza se le añadió el caserío de Andéraz, con un total de 42 hombres.
Abárzuza permaneció administrativamente como lugar libre del valle de Yerri hasta 1851, año en el que se segregó de dicho valle al amparo de las reformas administrativas liberales. Hasta entonces se daba la extraña circunstancia de que su gobierno correspondía por turno de casas entre las del pueblo. Luego, en la indicada reforma, pasó a ser ayuntamiento propio y a regirse por las normas comunes.
Por su proximidad a Estella, fue objeto de diversas acciones durante las guerras carlistas, la más importante de las cuales fue la de junio de 1874, conocida como la Batalla de Abárzuza, en la que fue falleció el general Concha, Marqués del Duero.
En la década de los años 1920 tenía dos molinos, un molino de grano y otro de aceite, fábrica de aguardiente, velas y chocolate, diversos talleres, tratantes de ganado, cereales, pieles, vinos y maderas, una tejería y diversos almacenes.
En 1972 se llevó a cabo la Concentración parcelaria, que afectó a 443 Ha y 112 propietarios; las 787 parcelas hasta entonces existentes quedaron reducidas a 140.

#### Despoblado de Muru
Limitante con el término municipal de Abárzuza se encuentra el despoblado de Muru, que pertenece al Valle de Yerri pero está próximo a la ermita de Santa Bárbara, habitado hasta 1965. Todavía queda en pie la iglesia del lugar, de origen medieval pero reformada en los siglos XVI y XVII; en 1662 el albañil Juan Navarro realizó diversas reformas en la capilla mayor. La iglesia presenta nave única de cabecera recta, cubierta por cuatro tramos de bóvedas barrocas de medio cañón.
En 1580 se realizaron obras comunes para construir la carretera de Estella a la Barranca y la provincia de Guipúzcoa, obligándose a colaborar a todos los lugares por donde transitaba. Como Muru se abstuvo y no colaboró, el Patrimonial entabló pleito, imponiéndole 70 ducados de multa por no haber acudido a componer el camino.
En las inmediaciones de la iglesia se levanta un palacio del siglo XVII, formando un gran bloque, con dos cuerpos y ático de sillarejo; el sillar se reserva a los vanos y cadenas. Cuenta con amplio portón recto y vanos de enmarques baquetonados.

## Administración y política
| Partido político                           | 2015  | 2015       | 2011  | 2011       | 2007 | 2007       | 2003 | 2003       | 1999 | 1999       | 1995  | 1995       | 1991 | 1991       |
| Partido político                           | %     | Concejales | %     | Concejales | %    | Concejales | %    | Concejales | %    | Concejales | %     | Concejales | %    | Concejales |
| Agrupación Independiente Harrobia (AIH)    | 90,05 | 7          | —     | —          | —    | —          | —    | —          | —    | —          | —     | —          | —    | —          |
| Agrupación Electoral Elkea (AEE)           | —     | —          | 81,37 | 6          | —    | —          | —    | —          | —    | —          | —     | —          | —    | —          |
| Independientes de Abarzuza (AEIB)          | —     | —          | 16,99 | 1          | —    | —          | —    | —          | —    | —          | —     | —          | —    | —          |
| Agrupación Independiente Larraiza (AIL)    | —     | —          | —     | —          | —    | —          | —    | —          | —    | —          | 63,52 | 5          | —    | —          |
| Agrupación Independiente de Abarzuza (AIA) | —     | —          | —     | —          | —    | —          | —    | —          | —    | —          | 34,91 | 2          | —    | —          |
| Independientes                             | —     | —          | —     | —          | —    | —          | —    | —          | —    | —          | —     | —          | 100  | 7          |

## Simbolos
El escudo trae de gules y dos cañones en sotuer, sumados en jefe de una corona abierta y en punta de tres bombas de artillería, puestas una y dos, todo de oro. Por timbre un yelmo empenachado. Aunque se ignora el origen de tal blasón, el cañón es pieza heráldica bastante frecuente y que se repite en los escudos de varios pueblos de Navarra.

## Patrimonio

### Arte religioso
La parroquia de Nuestra Señora de la Asunción es un edificio gótico-renacentista construido a partir de 1522, en el lugar que ocupaba otro templo medieval, por los canteros Esteban de Areta y Joan Albiztar, aunque sus obras se prolongaron hasta 1593. Aprovecha estructuras y muros de la fábrica medieval anterior, tiene una nave única jalonada por contrafuertes y semipilares adosados, a la que sigue un crucero marcado en planta y cabecera pentagonal. Todo su espacio se cubre por bóvedas de terceletes. El exterior tiene muros de sillería con contrafuertes en la cabecera y se abre en dos portadas laterales con pórticos; la principal es la del lado de la Epístola, de esquema apuntado y abocinada con cuatro arquivoltas. A los pies del templo se alza una torre prismática que se aprovecha de la vieja parroquia medieval y su cronología se puede situar entre los siglos XIV y XV.
El interior lo preside un retablo mayor obra de los maestros estelleses Juan Imberto I y su hijo Pedro, quienes trabajaban en él en 1565. El retablo, junto con el de la parroquia de San Juan de Estella, es uno de los primeros ejemplos navarros que avanzan hacia el Romanismo, tanto por su traza ordenada como por su escultura, a pesar de que todavía mantiene cierto gusto por lo ornamental deudor del Plateresco. Está elevado sobre un basamento de piedra con representaciones de profetas, comprende un banco y tres cuerpos ordenados por columnas de capiteles jónicos y compuestos, que enmarcan historias de la vida de la Virgen, presididas por el grupo de la Asunción, y otras escenas de San Juan Bautista. Santos y santas se intercalan entre los relieves, ocupando sus respectivas cajas de las entrecalles. El conjunto culmina con un amplio ático reservado al Calvario, que flanquean los santos apóstoles Pedro y Pablo. Dicha escultura ofrece figuras monumentales al estilo de Juan de Juni con robusta anatomía, cabezas de cabellos y barbas trabajados en grandes mechones y envueltas en amplios ropajes de pliegues curvos y textura gruesa. En los relieves las figuras se agrupan ordenadamente en composiciones simétricas. Con el retablo mayor forman conjunto los retablos colaterales de San Bartolomé (hoy bajo la advocación de la Inmaculada) y San Roque, también obra de los Imberto; destacan sus imágenes titulares del siglo XVI, aunque también tienen otras barrocas que desplazan a las originales.
Además decoran el interior de la parroquia el retablo de la Virgen del Rosario, incipiente conjunto barroco del segundo cuarto del siglo XVII de esquema todavía manierista, y el de la Dolorosa, rococó de mediados del siglo XVIII. Se conserva asimismo una talla del Crucificado del segundo tercio del siglo XVI, de tamaño natural y bien trabajada, que destaca por su expresivismo. La casa parroquial guarda una talla románica de la Virgen con el Niño de comienzos del siglo XIII, aunque su policromía es renacentista. Dentro del capítulo de orfebrería existen diversas piezas cuya cronología abarca desde los siglos XVI al XIX; sobresale un copón con base y astil del siglo XVI decorado con motivos vegetales del tipo “morisco”.
La ermita de Santa Bárbara, fuera del casco urbano, es una construcción gótica de hacia 1500, aunque su aspecto actual obedece en buena medida a reformas modernas. Tiene planta rectangular, cabecera recta y techumbre plana. El pueblo contó además con otras ermitas dedicadas a San Sebastián (construida en 1621 por el maestro Martín de Larrañaga), San Miguel y Santiago.

### Arte civil

#### Casas blasonadas
En el lugar abundan las casas antiguas, configuradas como bloques de grandes dimensiones con dos cuerpos y un ático, labrados en sillarejo y sillar. Son característicos los amplios portalones de arco apuntado o de medio punto con robustas dovelas y también los blasones renacentistas o barrocos que muchos de estos inmuebles lucen en sus fachadas.
En el barrio de San Andrés se conserva un edificio de comienzos del siglo XVI con ventana gótica encuadrada por baquetón y cardina. Más interesante es una construcción de la calle Legarcía con una ventana renacentista de mediados del XVI, en cuyo dintel aparece un niño desnudo con guirnaldas y blasones en los extremos.
En la plaza del barrio de San Sebastián se localiza otro edificio del siglo XVI; tiene una portada renacentista con frontón de remate y escudo en él. También son destacables la casa de los Munárriz, del mismo siglo, y otra de la carretera de San Sebastián, n.º 6, que conserva en su interior un patio del siglo XVII con dos cuerpos porticados sobre columnas dóricas y pilares de piedra. Próximo a la casa Munárriz se encuentra un crucero de piedra del siglo XVI. Tiene base de volutas y fuste abalaustrado. El capitel tiene relieves bajo venera y una cruz sobre él.

#### Palacio de Abárzuza
Era un solar noble de bastante antigüedad. Su señor, Johan Fernández de Abárzuza, figura entre los caballeros remisionados de cuarteles en el rolde del tesorero en 1513, recién conquistada Navarra por Fernando el Católico. Pocos años más tarde, en 1573, estaba a nombre de Juan Ramírez de Baquedano, y era exento de cuarteles y aposentamiento de tropas.
En 1728 ordenó el Real Consejo, invocando una sentencia anterior del año 1675, que a don Francisco de Abárzuza se le guardasen todas las prerrogativas y exenciones que se guardaban a los demás palacianos de su ciudad. En el Libro de Armería figura el escudo de este palacio en el siglo XVI; cuartelado: primero y cuarto de azur, con un castillo de plata, que es de oro en otras versiones; segundo y tercero, de gules con tres panelas de oro. Trae también las armas de Morácea.
Parece que existía también otro palacio, que en 1573 era exento de cuarteles y alojamiento de tropas, perteneciente a don Juan Ramírez de Baquedano.

#### Anderaz
En este enclave situado a pocos kilómetros de Abárzuza, en la carretera a Arizala, se encuentran una iglesia y un palacio del siglo XVI, aunque ampliamente modificados en el siglo XX, ya que han sido sede de un colegio religioso.
En 1726, Juan Ruiz de Galareeta y Benito Baquedano, maestros albañiles de Estella, hicieron una declaración de las obras que necesitaban ambos edificios, en especial el palacio. Se trata de una construcción manierista de planta en U, siguiendo el modelo italiana de Villa Farnesina, de Baldassarre Peruzzi, con un cuerpo central y dos alas laterales, con dos pisos y un ático de remate.
En el jardín se conservan varias claves de bóvedas del siglo XVI, seguramente de la iglesia del lugar. Una de ellas, de gran tamaño, tiene relieve de un apóstol de estilo expresivista del segundo tercio del siglo XVI.

## Monasterio de Santa María la Real de Iranzu
A cuatro kilómetros del núcleo urbano de Abárzuza, se levanta este monasterio, establecimiento cisterciense que sucedió a otro de benedictinos, mencionado en un documento datado entre 1094 y 1104, en el que se menciona que el arcediano del monasterio se llama Pedro Ramírez.
La comunidad benedictina se extinguió, quedando en pie la iglesia bajo la advocación de San Andréss, que se aprovechó para la definitiva fundación del monasterio cisterciense en 1176; Pedro de París, obispo de Pamplona, dio a los monjes de Curia Dei, cerca de Orleans, la iglesia de San Adrián de Iranzu, a fin de que levantaran aquí un monasterio donde se observara perpetuamente la vida regular, sometido a la mitra de Pamplona. El mismo año llegó una comunidad cisterciense, presidida por Nicolás, monje profeso y hermano del prelado fundador.
Favorecido con exenciones del rey Sancho VI el Sabio y legados del propio fundador, a mediados del siglo XIII poseía bienes en más de ciento veinte poblaciones del reino, distribuidas por las cuatro merindades, y en Álava y Guipúzcoa, según se comprueba por el Libro de las peytas et coylacos o Libro rubro de la abadía, redactado hacia 1257 y ampliado un siglo después. Para entonces los monjes habían adquirido del obispo y los canónigos de Pamplona el monasterio de San Sebastián el Antiguo, en la actual capital de Guipúzcoa, que no tardó en volver al obispado.
Obtuvo privilegios de exención de peajes en Castilla, concedidos por el rey Alfonso IX de León (1200) y confirmados por Fernando III de Castilla (1231) y Alfonso X de Castilla (1253). Este último repartió tierras y mercedes entre nobles navarros en Andalucía, y entregó al monasterio casas en Sevilla, “muchas viñas y muchos olivares en la villa que dicen Alocaz”, y tierras en el alfarje de Lucena (Córdoba). Se instalaron dos monjes en Alocaz para administrar las nuevas posesiones, pero la inseguridad, las incursiones musulmanas y otras dificultades les obligaron a regresar a Navarra.
Iranzu fue objeto de la exclaustración decretada en 1835 y de la nacionalización y desamortización consiguientes; aunque el dominio de Tierra Estella por los carlistas les permitió a los mojes permanecer en el monasterio hasta 1839, en que se les obligó a marcharse. Abandonados y derrumbados los edificios en gran medida, fueron restaurados más de cien años después por la Diputación Foral de Navarra y cedidos a los padres teatinos, quienes en la actualidad.
Del rico exorno y tesoro que debió pertenecer al cenobio no ha quedado prácticamente nada debido a los acontecimientos del siglo XIX que dejaron al monasterio en la ruina de la que se salvó en la restauración y reconstrucción llevada a cabo por la Institución Príncipe de Viana en 1942. En el presbiterio de la iglesia hay una lauda sepulcral de principios del siglo XVII y en la capilla de la cabecera del Evangelio se venera una talla de San Bernardo del siglo XVIII. La sacristía conserva una pequeña talla de San Francisco de Asís del siglo XVIII que sigue la iconografía granadina. En las afueras de la abadía se localiza un crucero de la segunda mitad del siglo XVI con un Crucificado expresivista en el anverso y la Virgen con el Niño en el reverso.
Aparte de tener asiento en Cortes de Navarra por su condición de abades de Iranzu, algunos de ellos fueron designados, por las propias Cortes, diputados del reino, en concreto el abad Alfonso en 1617; Bernardo García en 1794 y Ramón Luengo en 1800.
El monasterio fue declarado bien de interés cultural el 3 de junio de 1931.

## Fiestas
- Del 13 al 19 de agosto.
- Fiestas patronales: 15 de agosto
- Fiestas txikis: Primer fin de semana de la Semana Santa
- El último día de fiestas suele celebrarse una comida en los alrededores del monasterio de Iranzu, denominada Abadejada.